# 서울특별시교육청 학교보건진흥원
서울특별시교육청 학교보건진흥원(Seoul School Health Promotion Center)은 학생과 교직원의 건강 및 복지를 위하여 학교보건·환경위생·학교급식에 관한 정보 제공,조사 및 연구를 통하여 보건·급식의 질적 수준 향상 도모를 위해 목적으로 만들어진 서울특별시교육청 산하기관이다.

## 조직
- 원장
- 지방기술서기관

| - 행정지원과 | - 보건지원과 | - 급식지원과 |